# えりかとさとるの夢冒険
『えりかとさとるの夢冒険』（えりかとさとるのゆめぼうけん）は、ナムコより1988年9月27日に発売された、ファミリーコンピュータ用コマンド選択式アドベンチャーゲーム。「ナムコット ファミリーコンピュータゲームシリーズ」第44弾。

## 概要
双子の兄妹「えりか」と「さとる」が、「時の冠」を求めて動物たちが暮らす不思議な世界を冒険する。
本作の斬新な点は、アドベンチャーゲームでありながら2人同時プレイが可能であるという点である。アイコン形式のコマンド選択やマップ画面など、前年に同社から発売された『さんまの名探偵』で採用されていたシステムの一部が本作でも取り入れられている。
カートリッジに独自の拡張音源システムが搭載されている。

## ゲーム内容
2人同時プレイ可能のアドベンチャーゲームとして、あらゆる工夫がなされている。
2窓に分けられたマップを移動し、家屋や施設などのポイントに進入して捜査を行う。進入したプレイヤー側のみがクローズアップ画面に切り替えられ、ポイント内での操作が可能になるが、片方がクローズアップされている間もマップに残されたキャラクターは移動を続ける事ができ、合流する事も別行動も可能（ただし、2人が別々の場所をクローズアップする事はできない）。
獲得したアイテムやフラグは「えりか」と「さとる」のどちらでも入手した直後から使用でき、一部のイベントを除いてキャラクターを選ばず攻略できる。
また、「えりか」は海を泳いで移動する際に動かさず放置すると一定時間後に溺れて「さとる」が近づいて助けるまで行動不能になってしまうなど、イベント以外の通常ゲーム時においてもキャラクター付けがなされている。
ゲーム中に挟まれたミニゲームは、1人プレイではクイズ、2人プレイでは2人同時プレイが必要となるサブゲームに分かれて展開される。ストーリーに合わせたミニゲームもあり、2人プレイの場合はプレイヤーが自動的に決められる。

## 評価
- ゲーム誌『ファミコン通信』の「クロスレビュー」では合計25点（満40点）になっている[2]。

- ゲーム誌『ファミリーコンピュータMagazine』の読者投票による「ゲーム通信簿」での評価は以下の通り18.59点（満30点）となっている[1]。

| 項目 | キャラクタ | 音楽 | 操作性 | 熱中度 | お買得度 | オリジナリティ | 総合  |
| 得点 | 3.49       | 3.11 | 2.90   | 3.01   | 2.92     | 3.16           | 18.59 |

- ゲーム誌『ユーゲー』では、「普通なら『2PLAYERS』とするところを『ふたりがいい』と書くセンス。この言葉が『えりかとさとる』のすべてを表している」、「全体の雰囲気はかわいらしいが、ベタに女の子向けというわけではない」、「『スッポロ』や『オットリ』など、日本の都市をもじった地名が使われていたりと、どこか宮沢賢治の童話を連想させる雰囲気もある。和と洋が混ざり、過去とも未来ともとれない不思議な世界、ここも大きな魅力のひとつだ」と評している[3]。

## 隠しメッセージの存在
発売から13年が経過した2001年に、隠しメッセージの存在が発覚した。
2004年、あるユーザーがこのゲームを解析したところ、隠し音楽データが見つかり、そこを辿ると隠しメッセージの出現方法が見つかった。メッセージは開発者「ひでむし」が書いたもので、意に沿わない同僚に対しての愚痴・罵倒や、世話になった同僚への感謝の言葉などが記されていた。開発スタッフの実名を挙げて卑猥な言葉を交えたその辛辣なメッセージは、同僚に対するひでむしの怨恨を窺わせる内容であった。
2012年には新たな隠しメッセージが発見された。